# Wessel di Wesselli
Wessel di Wesselli (° 1939, pseudoniem van Wessel Van Ganzevoort) is een Vlaamse kunstenaar die al tientallen jaren werkt aan de ontwikkeling van toestellen waarvan de realisatie vanuit wetenschappelijke hoek als onmogelijk beschouwd wordt.
De presentaties van zijn "Perpetua Mobilia" worden met veel gedrevenheid gebracht. Bij de altijd verhitte debatten huppelt hij voortdurend van het ene standpunt naar het andere, waarbij hijzelf vaak nog sneller zijn geduld verliest dan zijn opponenten, zodat slechts weinigen tijdens een directe confrontatie toekomen aan het formuleren van de kern van de zaak.
In zijn eigen woorden: "Zonder gevaar voor overdrijving kan men zeggen dat hij begeesterd is door het idee van een eeuwigdurende beweging in een systeem van metafysische wisselwerking, waarbij een als het ware verlossende energiesprong vrijkomt."
Zijn perpetuum mobile heeft als belangrijkste aandrijfmechanisme een drijflichaam in de vorm van een harmonica. Als het onder water wordt geduwd is er een kracht op de in elkaar gevouwen zijkant, waardoor de harmonica zich - tegen de waterdruk in - openvouwt. Ondanks onvermoeid lobbyen van Di Wesselli heeft de Belgische regering, noch één andere geldschieter de bouwkosten van een "full scale" machine willen voorschieten, ongetwijfeld omdat - hoewel niet eenvoudig aantoonbaar - de machine alvast nooit kan werken volgens de huidige veelvuldig beproefde kennis van de thermodynamica.